# Ceryrhinus
Ceryrhinus är ett släkte av skalbaggar. Ceryrhinus ingår i familjen vivlar.
Kladogram enligt Catalogue of Life:
| Ceryrhinus | \| \| Ceryrhinus dissimilis \| \| \| \| |
|            | \| \| Ceryrhinus dissimilis \| \| \| \| |
|            | Ceryrhinus dissimilis                   |
|            |                                         |